# Marianna Mattiocco
Marianna Mattiocco (née Anna-Maria Mattiocco le 2 juin 1865 à Cassino et morte le 30 mars 1908 à Paris), connue sous le nom de Marianna Russell, est un modèle et l'épouse du peintre John Peter Russell.

## Biographie
Née le 2 juin 1865 à Cassino, royaume d'Italie (Terra di Lavoro), Marianna Mattiocco rencontre à Paris le peintre australien John Peter Russell en 1884. Elle devient sa compagne et son modèle. Après la naissance de deux enfants, John épouse Marianna à Paris dix-huitième en 1888.
Claude Monet vante sa beauté. Marianna est à maintes reprises le modèle de Rodin : Buste en argent de 1888, Etude : buste de Mrs Russell (1890), et Pallas au Parthénon, Minerve, Cérès, en 1896, notamment. Elle est parfois désignée, en tant que modèle, sous le nom de Marianna Mattiocco Della Torre. Modèle de Harry Bates et de Carolus-Duran, elle pose aussi pour la Jeanne d'Arc de Frémiet dans sa version installée en 1889.
John et Marianna s'installent à Belle-Île en 1888 dans la vaste maison édifiée à Goulphar, où ils reçoivent de nombreux artistes et amis. Une longue amitié unit Auguste Rodin et la famille Russell. Leur fille Jeanne et leurs cinq fils Sandro, Cédric, Alain, Lionel et Siward grandissent dans l'île.
Leur ami John Longstaff, peintre australien de renom, venu les voir à Belle-Île-en Mer réalise en 1889 un portrait de Marianna avec la coiffe bretonne. 
Marianna Russell meurt à Paris à 42 ans. Selon sa volonté, elle est enterrée à Belle-Île, à Bangor.